# Makanakaishe Charamba
Makanakaishe Charamba (2 dicembre 2001) è un velocista zimbabwese.

## Palmarès
| Anno | Manifestazione  | Sede   | Evento      | Risultato | Prestazione | Note |
| ---- | --------------- | ------ | ----------- | --------- | ----------- | ---- |
| 2024 | Giochi olimpici | Parigi | 200 m piani | 8º        | 20"53       |      |

## Altre competizioni internazionali
2025
- Bronzo all'Herculis ( Monaco), 200 m piani - 19"99